# Punatherium
Punatherium — вимерлий рід ксенартранів, що належить до родини Dasypodidae. Він жив у пізньому еоцені, а його скам'янілі останки були виявлені в Південній Америці.

## Опис
Ця тварина, ймовірно, дуже схожа на сучасних броненосців, відома лише за кількома остеодермами. Це, ймовірно, був броненосець середнього розміру, порівнянний за розміром з великим волохатим броненосцем (Chaetophractus villosus). Він характеризується тазовою ділянкою, оснащеною жорстким щитом з остеодерм, зрощених разом, які самі по собі мають основну фігуру спереду, обмежену трьома великими отворами. Були присутні й інші великі отвори, розташовані на латеральних та задніх краях. Вони утворювали чотири периферичні фігури, всі розташовані вперед. Контактні краї між остеодермами мали кілька низьких і тупих виступів.

## Класифікація
Punatherium catamarcensis був вперше описаний у 2016 році на основі викопних решток, знайдених у середньо-пізньоеоценових відкладах провінції Катамарка в Аргентині. Punatherium був представником родини Dasypodidae, до якої входить сучасний Dasypus novemcinctus.